# Vilanova de l’Aguda
Vilanova de l’Aguda község Spanyolországban, Lleida tartományban. Vilanova de l’Aguda Bassella, Pinell de Solsonès, Torrefeta i Florejacs, Sanaüja, Cabanabona, Oliola és Tiurana községekkel határos. Lakosainak száma 193 fő (2024).

## Népesség
A település népessége az utóbbi években az alábbiak szerint változott:
| Lakosok száma | 288  | 895  | 637  | 514  | 294  | 248  | 234  | 228  | 197  | 193  |
|               | 1717 | 1887 | 1936 | 1960 | 1986 | 2004 | 2009 | 2014 | 2019 | 2024 |